# Liste der Einträge im National Register of Historic Places im Gonzales County
Die Liste der Registered Historic Places im Gonzales County führt alle Bauwerke und historischen Stätten im texanischen Gonzales County auf, die in das National Register of Historic Places aufgenommen wurden.

## Aktuelle Einträge
| Lfd. Nr. | Name im NRHP                                                | Bild | Datum der Eintragung | Adresse/Lage                                                                | Ort       | NRHP-ID  | Beschreibung |
| -------- | ----------------------------------------------------------- | ---- | -------------------- | --------------------------------------------------------------------------- | --------- | -------- | ------------ |
| 1        | Braches House                                               |      | 11. März 1971        | 12 mi. SE of Gonzales off U.S. 90A                                          | Gonzales  | 71000936 |              |
| 2        | Gonzales Commercial Historic District                       |      | 30. Aug. 1996        | Roughly bounded by Water, Saint Andrew, Saint Peter, and Saint Matthew Sts. | Gonzales  | 96000935 |              |
| 3        | Gonzales County Courthouse                                  |      | 19. Juni 1972        | Bounded by St. Louis, St. Paul. St. Lawrence, and St. Joseph Sts.           | Gonzales  | 72001364 |              |
| 4        | Gonzales County Jail                                        |      | 21. Mai 1975         | Courthouse Sq. on St. Lawrence St.                                          | Gonzales  | 75001985 |              |
| 5        | Gonzales Memorial Museum and Amphitheater Historic District |      | 13. Jan. 2004        | 414 Smith St.                                                               | Gonzales  | 03001414 |              |
| 6        | Kennard House                                               |      | 25. Jan. 1971        | 621 St. Louis St.                                                           | Gonzales  | 71000937 |              |
| 7        | Leesville Schoolhouse                                       |      | 25. Mai 1978         | E of Leesville off TX 80                                                    | Leesville | 78002937 |              |
| 8        | Thomas Harrison and Mollie Spooner House                    |      | 5. Juli 2003         | 207 St. Francis St.                                                         | Gonzales  | 03000610 |              |
| 9        | William Buckner and Sue Houston House                       |      | 14. Aug. 2003        | 621 E. St. George St.                                                       | Gonzales  | 03000769 |              |